# Los Penitentes
Los Penitentes est une station de sports d'hiver de la province de Mendoza, Argentine à 25 km de la frontière entre Argentine et Chili située au Tunnel du Christ Rédempteur des Andes, et à 170 km de la ville de Mendoza; par la route nationale 7.
La station fut créée par Don Emilio Lopez Frugoni en 1978. Elle offre aujourd'hui un domaine skiable de 300 hectares comprenant 25 pistes de tous niveaux desservies par 8 remontées mécaniques. La capacité hôtelière de la station est de 1 950 lits.

## Étymologie
Le nom vient des curieuses formations de neige glacée que l'on appelle pénitents car ressemblant à des pénitents en procession.
Ces formations ont donné leur nom au sommet situé en face de la station puis à la station elle-même. 